# دیوید هانگرفورد
دیوید هانگرفورد (انگلیسی: David Hungerford؛ ۱۹۲۷ – ۱۹۹۳) یک دانشمند، و پژوهشگر سرطان اهل ایالات متحده آمریکا بود.
او یکی از دو کاشف کروموزوم فیلادلفیا بود که نخستین ارتباط کشف‌شده مابین یک ناهنجاری ژنتیکی و نوعی سرطان محسوب می‌شد و مسیر پژوهش دربارهٔ سرطان را تغییر داده و راه را برای ساخت درمان‌های هدفمند سرطان هموار کرد.